# The Sound in Your Mind
The Sound in Your Mind è il diciannovesimo album in studio del cantante di musica country statunitense Willie Nelson, pubblicato nel 1976.

## Tracce
Tutte le tracce sono di Willie Nelson, eccetto dove indicato.

Side 1
1. That Lucky Old Sun (Just Rolls Around Heaven All Day) (Haven Gillespie, Beasley Smith)
2. If You've Got the Money (I've Got the Time) (Lefty Frizzell, Jim Beck)
3. A Penny for Your Thoughts (Jenny Lou Carson)
4. The Healing Hands of Time
5. Thanks Again
6. I'd Have to Be Crazy (Steven Fromholz)

Side 2
1. Amazing Grace (Traditional, arr. Nelson)
2. The Sound in Your Mind
3. Medley: Funny How Time Slips Away / Crazy / Night Life (Paul Buskirk, Walt Breeland, Nelson)